# جایزه بزرگ سوئد ۱۹۷۴
جایزه بزرگ سوئد ۱۹۷۴ (انگلیسی: ‎1974 Swedish Grand Prix‎) یک مسابقهٔ موتوری در رشتهٔ اتومبیل‌رانی فرمول یک بود که در تاریخ ۹ ژوئن ۱۹۷۴ در اندرستورپ واقع در اندرستورپ، سوئد برگزار شد. این گراند پری در میان ۱۵ گراند پری در فصل ۱۹۷۴، مسابقهٔ شمارهٔ ۷ بود.
در این مسابقه که در ۸۰ دور و به مسافت ۳۲۱٫۴۴۰ کیلومتر (۱۹۹٫۷۳۴ مایل) برگزار شد، پول پوزیشن توسط پاتریک دیپلر کسب شد و سریع‌ترین زمان برای طی یک دور پیست که برابر با ۱:۲۷٫۲۶۲ بود نیز توسط پاتریک دیپلر به ثبت رسید.
جودی شکتر از تیم تایرل-فورد، پاتریک دیپلر از تیم تایرل-فورد و جیمز هانت از تیم هسکث-فورد به‌ترتیب مقام‌های اول تا سوم مسابقه را کسب کردند.

## رده‌بندی قهرمانی پس از مسابقه
|       | جایگاه | راننده           | امتیاز |
| ----- | ------ | ---------------- | ------ |
|       | ۱      | امرسون فیتیپالدی | ۲۷     |
|       | ۲      | کلی رگاتزونی     | ۲۲     |
|       | ۳      | نیکی لائودا      | ۲۱     |
|       | ۴      | جودی شکتر        | ۲۱     |
|       | ۵      | دنی هیولم        | ۱۱     |
| منبع: |        |                  |        |

|       | جایگاه | سازنده      | امتیاز |
| ----- | ------ | ----------- | ------ |
|       | ۱      | مک‌لارن-فورد | ۴۰     |
|       | ۲      | فراری       | ۳۰     |
|       | ۳      | تایرل-فورد  | ۲۵     |
|       | ۴      | لوتوس-فورد  | ۱۳     |
|       | ۵      | برابام-فورد | ۱۰     |
| منبع: |        |             |        |

یادداشت
- تنها پنج جایگاه نخست از هر رده‌بندی نمایش داده شده‌است.